# Frederico Chaves Guedes
Frederico Chaves Guedes (sinh ngày 3 tháng 10 năm 1983), thường gọi là Fred (phát âm tiếng Bồ Đào Nha: [ˈfɾɛd(ʒ)i]), là một cựu cầu thủ bóng đá người Brasil thi đấu ở vị trí tiền đạo cắm.
Fred bắt đầu sự nghiệp tại América Mineiro trước khi chuyển đến Cruzeiro năm 2004. Sau hai mùa bóng tại đây, anh chuyển đến Pháp thi đấu cho Lyon và giành được ba chức vô địch Ligue 1 liên tiếp. Từ năm 2009, Fred thi đấu cho Fluminense và đã có hai chức vô địch Campeonato Brasileiro.
Anh có trận đấu đầu tiên cho đội tuyển Brasil vào năm 2005 và đã từng tham dự và ghi bàn tại hai kỳ World Cup 2006 và 2014. Fred là thành viên đội tuyển Brasil vô địch Copa América 2007 và Cúp Liên đoàn các châu lục 2013, trong đó tại Cúp Liên đoàn các châu lục 2013, anh giành danh hiệu Quả bóng Bạc với thành tích năm bàn thắng.

## Sự nghiệp câu lạc bộ

### América Mineiro và Cruzeiro
Fred là cầu thủ trưởng thành từ lò đào tạo trẻ của câu lạc bộ địa phương América Mineiro. Trong một trận đấu tại giải trẻ cho América với đối thủ Vila Nova, anh đã ghi bàn thắng nhanh nhất trong lịch sử bóng đá Brasil khi trận đấu mới chỉ bắt đầu có 3,17 giây.
Sau khi có 34 bàn thắng sau 57 trận đấu cho đội một América, anh chuyển đến Cruzeiro vào mùa giải 2004. Tại Cruzeiro, anh ghi được đến 40 bàn trong 43 trận. Thành tích ghi bàn của anh đã khiến câu lạc bộ Pháp Lyon bỏ ra 15 triệu € để có được sự pục vụ của anh.
Do Feyenoord đã có thỏa thuận với América, câu lạc bộ Hà Lan nắm giữ 10% giá trị kinh tế của Fred còn bản thân anh nắm giữ 15%. Feyenoord sau đó đã kiện Cruzeiro lên Tòa án Trọng tài Thể thao (CAS) liên quan đến tranh chấp số tiền mà câu lạc bộ Hà Lan đáng lẽ phải nhận được là 1,5 triệu € thay vì 933.908,70 € mà Cruzeiro đưa ra. CAS sau cùng đã tuyên Feyenoord thắng kiện.

### Lyon
Fred lập một cú đúp ngay trong trận đấu đầu tiên của anh cho Lyon để giúp đội bóng của anh thắng Monaco 2-1 vào ngày 10 tháng 9 năm 2005. Anh đứng thứ hai trong danh sách ghi bàn tại Ligue 1 2005–06 với 14 bàn thắng. Tại UEFA Champions League 2005-06, anh có hai pha lập công cho Lyon.
Fred có được bàn thắng giúp Lyon đánh bại Real Madrid 2-0 tại lượt trận đầu tiên của vòng bảng UEFA Champions League 2006-07. Dù vắng mặt trong vòng hai tháng của mùa giải 2006-07 do chấn thương, anh vẫn kết thúc mùa giải với 11 bàn thắng sau 20 trận và là cầu thủ ghi nhiều bàn thắng nhất mùa giải này của Lyon.
Trong mùa giải 2007-08, do chấn thương gặp phải tại Copa América 2007, anh chỉ có thể thi đấu từ tháng 10 năm 2007. Tuy nhiên sự có mặt của Milan Baroš và tài năng trẻ Karim Benzema trên hàng công của Lyon đã khiến cho cơ hội ra sân thi đấu của anh ngày bị hạn chế. Ngày 23 tháng 3 năm 2008, anh lập cú đúp giúp Lyon đánh bại Paris Saint-Germain 4-2. Anh cùng Lyon giành cú đúp vô địch Ligue 1 và Cúp bóng đá Pháp sau khi kết thúc mùa giải 2007-08.
Fred thi đấu được 15/20 trận của Lyon nửa đầu mùa giải 2008-09. Anh có trận đấu cuối cùng cho Lyon vào ngày 10 tháng 1 năm 2009 sau khi đưa ra yêu cầu rời khỏi đội bóng vào tháng 12 năm 2008. Ngày 26 tháng 2 năm 2009, anh chính thức chấm dứt hợp đồng với đội bóng nước Pháp. Anh có tổng cộng 34 bàn thắng trong 4 năm khoác áo Lyon.

### Fluminense
Sau khi rời khỏi Lyon, Fred trở về Brasil thi đấu cho câu lạc bộ Fluminense với bản hợp đồng có thời hạn năm năm. Anh có ngay cú đúp trong trận ra mắt thắng Macaé 3–1. Tháng 10 năm 2011, Fred thể hiện phong độ ấn tượng với cú hat-trick vào lưới Coritiba trong đó có một pha đỡ bóng bằng ngực rồi sau đó tung người móc bóng ghi bàn và ba ngày sau đó anh tiếp tục có cú đúp vào lưới Palmeiras. Ngày 21 tháng 11 năm 2011, anh lại có một hat-trick khác cho Fluminense, lần này là vào lưới Figueirense để đạt đến cột mốc 20 pha lập công trong mùa giải.
Vào tháng 7 năm 2012, Fred trở thành cầu thủ ghi nhiều bàn thắng nhất cho Fluminense tại Giải vô địch bóng đá Brasil với 44 bàn thắng, vượt qua kỷ lục cũ 43 bàn thắng của Magno Alves với cú đúp trong chiến thắng 4-0 trước Esporte Clube Bahia. Ngày 11 tháng 11 năm 2012, Fred ghi hai bàn để đem về chiến thắng 3-2 của Fluminense trước Palmeiras, chiến thắng đem về chức vô địch Giải vô địch bóng đá Brasil 2012 cho Fluminense. Fred cũng đồng thời giành được danh hiệu Cầu thủ xuất sắc nhất năm của Giải vô địch bóng đá Brasil 2012.

## Sự nghiệp đội tuyển quốc gia
Fred có trận đấu đầu tiên cho đội tuyển Brasil trong chiến thắng 3-0 trước Guatemala. Anh có hai bàn thắng đầu tiên cho đội tuyển trong chiến thắng 8-0 giao hữu trước Các Tiểu Vương quốc Ả Rập Thống nhất.
Phong độ cao tại Ligue 1 đã giúp anh được huấn luyện viên Carlos Alberto Parreira chọn vào đội hình tham dự World Cup 2006 tại Đức. Trong trận đấu thứ hai tại vòng bảng với Úc, trận đấu duy nhất của Fred tại giải đấu này, sau khi vào sân chỉ mới hai phút thay cho Adriano, anh đã ấn định chiến thắng 2-0 cho Brasil.
Ngày 7 tháng 6 năm 2011, anh là người ghi bàn thắng duy nhất trong trận giao hữu thắng Romania 1-0, trận đấu chia tay Ronaldo và chính anh cũng là người được thay ra ở phút 30 để Ronaldo vào sân. Sau trận đấu đó, anh chính thức được huấn luyện viên Mano Menezes đưa vào danh sách 22 cầu thủ Brasil tham dự Copa América 2011. Ngày 10 tháng 7 năm 2011, tại trận đấu vòng bảng Copa América 2011, Fred vào sân thay cho Neymar đã ghi bàn ở phút 89 giúp Brasil tránh khỏi thất bại trước Paraguay (hòa 2-2 chung cuộc). Tuy nhiên đến trận đấu tứ kết với chính Paraguay, anh là một trong bốn cầu thủ Brasil đá hỏng phạt đền trong loạt sút luân lưu khiến Brasil bị loại.
Tháng 11 năm 2012, Fred ghi bàn vào lưới Argentina trong trận lượt về Superclásico de las Américas 2012 và thực hiện thành công lượt sút luân lưu của mình góp công vào chức vô địch của Brasil. Ngày 6 tháng 2 năm 2013, anh trở thành cầu thủ đầu tiên ghi bàn tại Sân vận động Maracanã mới trùng tu trong trận giao hữu hòa đội tuyển Anh 2-2.

### Cúp Liên đoàn các châu lục 2013 và World Cup 2014
Ngày 22 tháng 6, anh lập cú đúp trong chiến thắng 4-2 trước Ý tại Cúp Liên đoàn các châu lục 2013. Tại bán kết, anh mở tỉ số giúp Brasil thắng chung cuộc Uruguay 2-1. Phong độ cao của anh tại giải đấu tiếp tục được duy trì với hai bàn thắng trong trận chung kết đem về danh hiệu vô địch cho Brasil sau khi đánh bại Tây Ban Nha 3-0. Đây là giải đấu cực kỳ thành công của Fred khi anh không chỉ cùng Brasil giành chức vô địch mà cá nhân anh còn đoạt danh hiệu Chiếc giày Bạc với thành tích năm bàn thắng.
Tháng 5 năm 2014, Fred được huấn luyện viên Luiz Felipe Scolari triệu tập tham dự World Cup 2014 ngay tại quê nhà. Trong trận đấu khai mạc giải đấu vào ngày 12 tháng 6 với đội tuyển Croatia, trọng tài người Nhật Bản Nishimura Yuichi đã cho Brasil hưởng quả phạt đền gây tranh cãi khi cho rằng hậu vệ Dejan Lovren đã kéo ngã Fred trong vòng cấm cho dù chỉ có tiếp xúc không đáng kể. Các cầu thủ và huấn luyện viên Croatia đã chỉ trích nặng nề quyết định này sau trận đấu. Từ chấm phạt đền, Neymar nâng tỉ số lên 2-1 cho Brasil và chung cuộc Brasil giành chiến thắng 3-1.
Ngày 23 tháng 6, Fred ghi bàn trong chiến thắng 4-1 của Brasil trước Cameroon tại lượt đấu cuối cùng của vòng bảng bằng một pha đệm bóng cận thành và cũng là bàn thắng duy nhất của anh tại giải đấu. Trong trận bán kết mà Brasil đã thất bại trước đội tuyển Đức với tỉ số 1-7 ở vòng bán kết, Fred đã không có được bất kỳ cú tắc bóng, đường chuyền hoặc đánh chặn nào và phần lớn thời gian của anh là ở khu vực giữa sân, nơi anh phải thực hiện nghi thức giao bóng sau mỗi bàn thua đến sáu lần. Anh rời sân trong sự la ó và thái độ thù địch của cổ động viên nhà ở phút 70 của trận đấu. Anh không được ra sân trong trận tranh hạng ba, trận đấu mà Brasil lại thất thủ trước Hà Lan với tỉ số 0-3. Sau cả sáu trận đấu tại giải đấu, Fred chỉ tung ra vỏn vẹn được năm cú sút trúng khung thành đối phương. Anh tuyên bố giã từ sự nghiệp đội tuyển quốc gia sau giải đấu này.

## Danh hiệu

### Câu lạc bộ
Olympique Lyonnais
- Ligue 1 (3): 2005–06, 2006–07, 2007–08
- Coupe de France (1): 2008

Fluminense
- Campeonato Brasileiro Série A (2): 2010, 2012
- Campeonato Carioca (1): 2012
- Taça Guanabara (1): 2012

### Đội tuyển quốc gia
- Copa América (1): 2007
- Superclásico de las Américas (2): 2011, 2012
- Cúp Liên đoàn các châu lục (1): 2013

### Cá nhân
- Cầu thủ xuất sắc nhất năm của Giải vô địch bóng đá Brasil (1): 2012
- Đội hình xuất sắc nhất năm của Giải vô địch bóng đá Brasil (2): 2011, 2012
- Quả bóng Bạc (2): 2011, 2012
- Chiếc giày Bạc Cúp Liên đoàn các châu lục 2013

## Thống kê sự nghiệp

### Câu lạc bộ
Cập nhật ngày 31 tháng 7 năm 2016.
| Câu lạc bộ          | Mùa giải            | Giải đấu | Giải đấu | Cúp quốc gia | Cúp quốc gia | Cúp liên đoàn | Cúp liên đoàn | Châu lục | Châu lục | Giải liên bang | Giải liên bang | Tổng cộng | Tổng cộng |
| Câu lạc bộ          | Mùa giải            | Trận     | Bàn      | Trận         | Bàn          | Trận          | Bàn           | Trận     | Bàn      | Trận           | Bàn            | Trận      | Bàn       |
| ------------------- | ------------------- | -------- | -------- | ------------ | ------------ | ------------- | ------------- | -------- | -------- | -------------- | -------------- | --------- | --------- |
| América Mineiro     |                     |          |          |              |              |               |               |          |          |                |                |           |           |
| 2003                | 19                  | 7        | —        | —            | —            | —             | —             | —        | 10       | 18             | 29             | 25        |           |
| 2004                | 7                   | 2        | 3        | 2            | —            | —             | —             | —        | 12       | 16             | 22             | 20        |           |
| Tổng cộng           | 26                  | 9        | 3        | 2            | —            | —             | —             | —        | 22       | 34             | 51             | 45        |           |
| Cruzeiro            | 2004                | 24       | 14       | —            | —            | —             | —             | —        | —        | 1              | 1              | 25        | 15        |
| Cruzeiro            | 2005                | 19       | 10       | 9            | 14           | —             | —             | 1        | 0        | 17             | 14             | 46        | 38        |
| Cruzeiro            | Tổng cộng           | 43       | 24       | 9            | 14           | —             | —             | 1        | 0        | 18             | 15             | 71        | 53        |
| Lyon                | 2005–06             | 32       | 14       | 0            | 0            | 1             | 0             | 9        | 2        | —              | —              | 42        | 16        |
| Lyon                | 2006–07             | 20       | 11       | 0            | 0            | 2             | 0             | 5        | 2        | —              | —              | 27        | 13        |
| Lyon                | 2007–08             | 21       | 7        | 4            | 1            | 2             | 0             | 3        | 0        | —              | —              | 30        | 8         |
| Lyon                | 2008–09             | 15       | 2        | 0            | 0            | 1             | 0             | 4        | 2        | —              | —              | 20        | 4         |
| Lyon                | Tổng cộng           | 88       | 34       | 4            | 1            | 6             | 0             | 21       | 6        | —              | —              | 119       | 41        |
| Fluminense          | 2009                | 20       | 12       | 6            | 2            | —             | —             | 6        | 5        | 4              | 3              | 36        | 22        |
| Fluminense          | 2010                | 14       | 5        | 5            | 6            | —             | —             | —        | —        | 9              | 7              | 28        | 18        |
| Fluminense          | 2011                | 25       | 22       | —            | —            | —             | —             | 5        | 2        | 13             | 10             | 43        | 34        |
| Fluminense          | 2012                | 28       | 20       | —            | —            | —             | —             | 7        | 3        | 10             | 7              | 45        | 30        |
| Fluminense          | 2013                | 9        | 3        | 2            | 0            | —             | —             | 7        | 3        | 7              | 2              | 25        | 8         |
| Fluminense          | 2014                | 28       | 18       | 5            | 4            | —             | —             | 2        | 0        | 11             | 5              | 46        | 27        |
| Fluminense          | 2015                | 23       | 9        | 5            | 2            | —             | —             | 0        | 0        | 14             | 11             | 42        | 22        |
| Fluminense          | 2016                | 6        | 2        | 3            | 3            | —             | —             | 0        | 0        | 13             | 6              | 21        | 11        |
| Fluminense          | Tổng cộng           | 163      | 91       | 26           | 17           | —             | —             | 27       | 13       | 81             | 51             | 288       | 172       |
| Atlético Mineiro    |                     |          |          |              |              |               |               |          |          |                |                |           |           |
| 2016                | 10                  | 5        | 0        | 0            | —            | —             | 0             | 0        | 0        | 0              | 10             | 5         |           |
| Tổng cộng           | 10                  | 5        | 0        | 0            | —            | —             | 0             | 0        | 0        | 0              | 10             | 5         |           |
| Tổng cộng sự nghiệp | Tổng cộng sự nghiệp | 315      | 162      | 42           | 34           | 6             | 0             | 49       | 19       | 122            | 100            | 538       | 316       |

### Quốc tế
Tính đến 13 tháng 7 năm 2014
| Đội tuyển quốc gia | Năm       | Trận | Bàn  | Hiệu suất |
| ------------------ | --------- | ---- | ---- | --------- |
| Brasil             |           |      |      |           |
| 2005               | 2         | 2    | 1.00 |           |
| 2006               | 5*        | 2    | 0.40 |           |
| 2007               | 2         | 0    | 0.00 |           |
| 2008               | 0         | 0    | 0.00 |           |
| 2009               | 0         | 0    | 0.00 |           |
| 2010               | 0         | 0    | 0.00 |           |
| 2011               | 9         | 2    | 0.22 |           |
| 2012               | 1         | 1    | 1.00 |           |
| 2013               | 11        | 9    | 0.90 |           |
| 2014               | 9         | 2    | 0.22 |           |
| Tổng cộng          | Tổng cộng | 39   | 18   | 0.46      |

*Trận giao hữu với Al Kuwait XI không được tính.

#### Bàn thắng cho đội tuyển quốc gia
Kết quả và bàn thắng của Brasil được để trước
| #   | Ngày                 | Địa điểm                                                 | Đối thủ     | Bàn thắng | Kết quả | Giải đấu                          |
| --- | -------------------- | -------------------------------------------------------- | ----------- | --------- | ------- | --------------------------------- |
| 1.  | 12 tháng 11 năm 2005 | Sân vận động Thành phố Thể thao Zayed, Abu Dhabi, UAE    | UAE         | 3–0       | 8–0     | Giao hữu                          |
| 2.  | 12 tháng 11 năm 2005 | Sân vận động Thành phố Thể thao Zayed, Abu Dhabi, UAE    | UAE         | 7–0       | 8–0     | Giao hữu                          |
| 3.  | 18 tháng 6 năm 2006  | Allianz Arena, Munich, Đức                               | Úc          | 2–0       | 2–0     | World Cup 2006                    |
| 4.  | 10 tháng 10 năm 2006 | Sân vận động Råsunda, Solna, Thụy Điển                   | Ecuador     | 1–1       | 2–1     | Giao hữu                          |
| 5.  | 7 tháng 6 năm 2011   | Sân vận động Pacaembu, São Paulo, Brasil                 | România     | 1–0       | 1–0     | Giao hữu                          |
| 6.  | 9 tháng 7 năm 2011   | Sân vận động Mario Alberto Kempes, Córdoba, Argentina    | Paraguay    | 2–2       | 2–2     | Copa América 2011                 |
| 7.  | 21 tháng 11 năm 2012 | Sân vận động Alberto J. Armando, Buenos Aires, Argentina | Argentina   | 1–1       | 1–2     | Superclásico de las Américas 2012 |
| 8.  | 6 tháng 2 năm 2013   | Sân vận động Wembley, Luân Đôn, Anh                      | Anh         | 1–1       | 1–2     | Giao hữu                          |
| 9.  | 21 tháng 3 năm 2013  | Sân vận động Genève, Genève, Thụy Sĩ                     | Ý           | 1–0       | 2–2     | Giao hữu                          |
| 10. | 25 tháng 3 năm 2013  | Sân vận động Stamford Bridge, Luân Đôn, Anh              | Nga         | 1–1       | 1–1     | Giao hữu                          |
| 11. | 2 tháng 6 năm 2013   | Sân vận động Maracanã, Rio de Janeiro, Brasil            | Anh         | 1–0       | 2–2     | Giao hữu                          |
| 12. | 22 tháng 6 năm 2013  | Itaipava Arena Fonte Nova, Salvador, Brasil              | Ý           | 3–1       | 4–2     | Cúp Liên đoàn các châu lục 2013   |
| 13. | 22 tháng 6 năm 2013  | Itaipava Arena Fonte Nova, Salvador, Brasil              | Ý           | 4–2       | 4–2     | Cúp Liên đoàn các châu lục 2013   |
| 14. | 26 tháng 6 năm 2013  | Mineirão, Belo Horizonte, Brasil                         | Uruguay     | 1–0       | 2–1     | Cúp Liên đoàn các châu lục 2013   |
| 15. | 30 tháng 6 năm 2013  | Sân vận động Maracanã, Rio de Janeiro, Brasil            | Tây Ban Nha | 1–0       | 3–0     | Cúp Liên đoàn các châu lục 2013   |
| 16. | 30 tháng 6 năm 2013  | Sân vận động Maracanã, Rio de Janeiro, Brasil            | Tây Ban Nha | 3–0       | 3–0     | Cúp Liên đoàn các châu lục 2013   |
| 17. | 6 tháng 6 năm 2014   | Sân vận động Morumbi, São Paulo, Brasil                  | Serbia      | 1–0       | 1–0     | Giao hữu                          |
| 18. | 23 tháng 6 năm 2014  | Sân vận động Quốc gia Mané Garrincha, Brasília, Brasil   | Cameroon    | 3–1       | 4–1     | World Cup 2014                    |